# Luis Sandoval
Luis Sandoval (ur. 15 lipca 1962) – panamski zapaśnik w stylu klasycznym. Olimpijczyk z Barcelony 1992, gdzie zajął jedenaste miejsce w kategorii 100 kg.
Czwarty na igrzyskach panamerykańskich w 1991 i na mistrzostwach panamerykańskich w 1991 i 1992. Brązowy medalista igrzysk Ameryki Środkowej i Karaibów w 1990. Mistrz igrzysk Ameryki Środkowej w 1994. Drugi w obu stylach na mistrzostwach Ameryki Centralnej w 1984 roku.